# Луцій Антоній Альб (консул-суфект 132 року)
Лу́цій Анто́ній Альб (лат. Lucius Antonius Albus; II століття) — політичний, державний і військовий діяч, сенатор Римської імперії, консул-суфект 132 року.

## Біографія
Походив з роду Антоніїв. Син Луція Антонія Альба, консула-суфекта 102 року.
Став сенатором за часів імператора Траяна або ж Адріана. На початку кар'єри був монетним тріумвіром, надалі — військовим трибуном I легіона Минерви, кандидатом у квестори, у народні трибуни, став претором, куратором доріг, проконсулом Ахаї.
132 року він був консулом-суфектом з одним з ординарних консулів того року — Гаєм Требієм Сергіаном або Гаєм Юнієм Серієм Авгуріном. Про діяльність під час цієї каденції відомостей немає. У 147-148 роках ймовірно був проконсулом провінції Азія. Входив до складу жрецької колегії арвальских братів.
З того часу про подальшу долю Луція Антонія Альба згадок немає.